# Домбровский, Станислав Владимирович
Станислав Владимирович Домбровский (более известен как Стас Домбровский, пользуется также различными псевдонимами; род. 21 февраля 1979) — украинский актёр и блогер, пропагандист борьбы со СПИДом, ВИЧ-инфекцией и наркотической зависимостью.

## Биография
Родился Станислав Домбровский в Измаиле в семье творческих людей. В детстве он начал убегать из дома, так как там были частые ссоры и скандалы. С юношества употреблял наркотики, имеет семь судимостей за кражи и грабежи. В общей сложности в местах лишения свободы провел более 11 лет, имея в наличии тяжелые заболевания, такие как: ВИЧ-инфекция, туберкулёз, гепатит. После того, как Стас поборол наркозависимость, он полностью изменил свой образ жизни: издал сборник стихов и прозы, начал сниматься в кино, принимать активное участие в одесских общественных и политических мероприятиях, вести блог, заниматься журналистикой и создавать проекты по популяризации творчества.
В 2016 году в социальной сети Facebook он опубликовал пост с фотографиями, в котором публично признался в избиении жены. Инцидент получил еще больший резонанс, когда его прокомментировала сотрудница полиции. Спустя некоторое время Стас Домбровский развелся со своей женой и начал проживать с еще несовершеннолетней (на тот период времени) Соней Кулагиной. Сейчас они вместе воспитывают двоих сыновей — старшего Марка и младшего Савву. От предыдущей жены у Стаса также есть дочь.
В 2017 году была закончена картина украинского продюсера Алисы Павловской «5 терапия», в основе которой лежат автобиографические новеллы Стаса Домбровского, которые, в основном, приходятся на период его наркозависимости и пребывания в тюрьмах. Главную роль в фильме сыграл сам Стас.
Летом 2020 года против Стаса Домбровского было возбуждено уголовное дело по статье за злостное хулиганство. По мнению самого Стаса и его окружения, причиной возбуждения уголовного дела является систематический троллинг действующей власти. В знак протеста в зале суда при избрании меры пресечения Домбровский перерезал себе горло. Так же осенью, сразу после освобождения, Домбровский подал свою кандидатуру на пост мэра Одессы и был официально зарегистрирован.

## Деятельность
Стас Домбровский является активным участником и организатором разнообразных общественных движений, которые происходят в Одессе, как всевозможные творческие проекты, так и скандальные акции, комментирует резонасные события в городе.
Стихи Домбровского, публиковавшиеся им на своей странице в Фейсбуке, были затем собраны в книгу. Других неформальных поэтов и музыкантов Одессы Домбровский объединил в творческую группу «КПД». Авторству Стаса принадлежит проект «Театр на Молдаванке», который объединил творческий слой одесситов.
Немало времени уделяет Стас борьбе с ВИЧ/СПИД заболеваемостью (см. ВИЧ на Украине), выступая перед различными аудиториями и обращает внимание на данную проблематику. Им был разработан проект индивидуального подхода к лечению зависимостей. В своих интервью он сравнивает зависимость от творчества и от наркотиков, о которых знает не понаслышке, потому что сам лично прошел через это.
Также имеет активную политическую позицию, которая заключается в критических и резких высказываниях к городской власти и к политическим событиям на Украине. Он также использует творчество для демонстрации своих политических взглядов. Например, он преображался в живые скульптуры несколько лет подряд, через которые прослеживается его отношение к политической обстановке в стране.

## Семья
По сообщению самого Станислава Домбровского, его отец — Владимир Александрович Домбровский, художник-бутафор, мать — Эльжбета Викторовна Дегурская, художник-костюмер.

## Фильмография
- Пятая терапия (2018)
- Лицензия на преступления (2019)

## «Пятая терапия»
С 2015 по 2017 год снимался фильм «5 терапия». Съёмки проходили исключительно за счёт добровольных пожертвований. Идея создания фильма принадлежит самому Стасу Домбровскому, который сыграл в нём главную роль. Сценарий фильма основан на реальных событиях, автобиографических публикациях Стаса Домбровского. В фильме Стас играл сам себя, как впрочем и все остальные актёры.
В сюжете фильма рассказывается, как в 17 лет Стас узнал, что болен ВИЧ и эта новость усугубила его состояние. Он, будучи наркозависимым, стал ещё больше употреблять наркотические вещества и вести асоциальный образ жизни.
Неоднократно нарушая закон, в итоге он оказался в тюрьме, имея при этом сразу несколько тяжёлых заболеваний, таких как ВИЧ-инфекция, гепатит и туберкулёз. Позже Домбровского перевели в тюремную больницу, в палату, называемую «Пятая терапия». Эта палата известна тем, что туда помещают самых тяжёлых пациентов. Отсюда, по состоянию здоровья, его освободили из колонии на полтора года раньше срока — «актировали».
На свободе Домбровский понял, что больше всего на свете он хочет просто жить. Он обретает новый смысл в жизни, помогая другим. Это дает ему силы начать новую жизнь. Он спасает от наркотической зависимости девушку, которую любит.
Слоган фильма: «Упасть на самое дно, чтобы от него оттолкнуться…».

## Награды и премии
- Фильм «5 терапия» стал победителем конкурса Work in Progres в рамках VII Одесского международного кинофестиваля[24].
- Фильм «5 терапия» был отмечен специальным призом Южно-Американской ассоциации католиков на Международном кинофестивале в Мар-дель-Плати (Аргентина)[25][26].
- В сентябре 2018 года Станислав Домбровский был удостоен высшей награды на кинофестивале Seven Hills International Film Festival в Венгрии за актерскую игру в фильме «5 терапия»[27].